# Santa Maria (musikalbum)
Santa Maria är ett studioalbum från 1981 av det svenska dansbandet Curt Haagers. Det placerade sig som högst på 17:e plats på den svenska albumlistan. Skivan blev Guldskiva för mer än 50 000 sålda exemplar. Källa: IFPI.

## Låtlista
1. Hallå Västindien (A. Melander)
2. Are You Lonesome Tonight (instr.) (R. Turk-L.Handman)
3. Dom vänder hem från Amerika (US of America) (D. Fargo-G.Lengstrand)
4. Jag tordes aldrig säga nå't till mamma (Om man inte har för stora pretentioner) (Trad.arr Anders Engberg)
5. Shaddap You Face (innehåller Talinslag på italienska) (J. Dolce)
6. Johnny Blue (svenskspråkig version) (R. Siegel-B. Meinunger-I. Forsman)
7. Chattanooga Choo Choo (H. Warren)
8. Du hänger väl med opp (Making Your Mind Up) (Hill-Danter)
9. Santa Maria (Natale-Angelis)
10. Jag älskar dig ännu (Streets of Laredo) (Trad.arr A.Engberg-S-E. Magnusson)
11. Marigot Bay (J.Frankfurter-J.Moering)
12. Annie Laurie's Song (instr.((Trad.arr A.Engberg-J.E.Knudsen)
13. Köppäbävisan (B.Pegefeldt)
14. Räck mej din hand (Angel of Mine) (Duval-Maloyer-K.Almgren)

## Listplaceringar
| Lista (1981) | Topplacering |
| ------------ | ------------ |
| Sverige      | 17           |